# Yinyu Ye
Pour les articles homonymes, voir YE.
Yinyu Ye (en chinois chinois simplifié : 叶荫宇 ; pinyin : Yè Yīnyǔ ; né en 1948) est un informaticien américain d'origine chinoise qui travaille sur l'optimisation mathématique. Il est spécialiste des méthodes de points intérieurs, en particulier en minimisation convexe et en programmation linéaire. Il est professeur de sciences de gestion et d'ingénierie et titulaire de la chaire Kwoh-Ting Li de génie à l'Université Stanford. Il occupe également un poste au département de génie électrique. Ye est également cofondateur de minMax Optimization Inc. 

## Formation et carrière
Yinyu Ye est né en 1948 à Wuhan, dans le Hubei, en Chine. Il a étudié à l'Université des sciences et technologies de Huazhong et a obtenu un BSc en systèmes et contrôle en 1982. Il a obtenu un doctorat en ingénierie des systèmes économiques de en 1988, sous la supervision de George B. Dantzig . 
Avant de rejoindre l'Université Stanford, Ye est professeur de recherche Henry B. Tippie à l'Université de l'Iowa. Ye est cofondateur de minMax Optimization, une société de technologie basée à Palo Alto et à Shanghai, qui se consacre à la création d’outils d’optimisation des problèmes financiers et géospatiaux. 

## Publications et travaux
Ye écrit Interior-Point Algorithms: Theory and Analysis. Il rejoint David Luenberger pour la troisième édition de l'ouvrage Linear and Nonlinear Programming de Luenberger. 
Au cours des dernières années, Ye a développé des méthodes et une théorie informatiques utilisant une programmation semi-définie pour résoudre des problèmes pratiques tels que la localisation de capteurs de réseau. En économie informatique, Ye a également établi de nouveaux résultats de complexité pour les problèmes concernant le calcul d'un équilibre économique. 
Il est l'un des auteurs de l'algorithme Mahdian-Ye-Zhang pour le problème de l'emplacement d'installations.

## Prix et distinctions
Ye est co-récipiendaire en 2009 du prix de théorie John-von-Neumann avec Yurii Nesterov. 